# Frelse
Betegnelsen Frelse kendes fra de mange frelsesreligioner, hvor frelsen består i, at den troende udfries fra den fortabelse, der følger med synd. Når man er frelst, kommer man i Himlen, Paradis, Nirvana, mv. - alt efter hvilken betegnelse man har for frelsestilstanden.
| Religion | Spire Denne religionsartikel er en spire som bør udbygges. Du er velkommen til at hjælpe Wikipedia ved at udvide den. |